# Hugo Amelung
Hugo Georg Julius Amelung (* 17. Juli 1857 in Altena; † 4. Februar 1948 in Königstein im Taunus) war ein deutscher Arzt und Begründer des Sanatoriums Dr. Amelung.

Amelung links stehend in einer Königsteiner Stadtverordneten-Sitzung 1909

## Leben und Werk
Nach Beratung mit Georg Pingler gründete Amelung im Jahre 1891 eine Kaltwasserheilanstalt an der Adelheidstraße. Ein Sanatoriumsneubau des Architekten Heinrich Metzendorf nach Vorbild von Baden-Badener Sanatorien an der Altkönigstraße wurde unter dem Namen „Sanatorium Sanitätsrat Dr. Amelung“ im Jahre 1913 eröffnet.
Der besondere Erfolg, den der Sanitätsrat in seiner Heilanstalt erzielte, beruhte aber nicht zuletzt auf dem täglichen Kontakt, den er zu seinen Patienten unterhielt, sowie auf dem innerbetrieblichen Klima der Klinik, in der die Patienten wie in einer Familie aufgenommen wurden. Da Hugo Amelung erst drei Jahre nach Kriegsende verstarb, sind die vielen prominenten Patienten, die in den 500 Seiten Lebenserinnerungen seines Sohnes Walther Amelung aufgeführt sind, auch mit ihm in Kontakt gekommen.
Hugo Amelung war der langjährige Arzt Stefan Georges, der schon in den 1890er Jahren mit seiner Familie zur Sommerfrische von Bingen aus nach Königstein kam. Max Dessoir und seine Frau fanden, nachdem sie in Berlin ausgebombt worden waren, im Sanatorium Amelung mehrmonatige Zuflucht.

## Heilmethoden
Amelungs Behandlungsmethoden bestanden in Wassertherapie (in der Kur- und Fremdenliste von 1891 zum ersten Mal erwähnt), Dampfbädern, Douchen, Einpackungen, Wannenbädern, Massagen und Heilgymnastik. Eine naturgemäße Ernährung nach den Regeln von Bircher Benner wurde angeboten.
Schwer depressiven Patienten wurde mit Hilfe von Hydrotherapie und vorsichtig dosierten Opiaten geholfen.
Nach Heinrich Lahmann im Kurort Weißer Hirsch eröffnete er das zweite Luft- und Sonnenbad, das in Deutschland existierte. Amelung griff die Freiluftliegekur von Peter Dettweiler auf und wandte sie auch zur Behandlung von Herzerkrankungen oder bei nervösen Störungen an. Das Luftbad wurde mit Lufthütten ausgestattet, um auf diese Weise auch bei schlechtem Wetter das Freiluftbad zu gewährleisten.